# Theodor Weisser
Theodor Weisser (* 24. Dezember 1911; † im März 1997)  war ein deutscher Unternehmer.

## Leben
Weisser war Gründer und Vorstandsvorsitzender des deutschen Unternehmens Marquard & Bahls. Im Jahr 1947 begann er ein Mineralölhandelsgeschäft mit wenigen Mitarbeitern an der Hamburger Kattrepelsbrücke. Er betonte in einem Interview zur Firmengründung die Wichtigkeit der Export- und Handelslizenz, die es ihm ermöglichte, Firmen im In- und Ausland zu gründen. Durch den Erwerb einer Erdöl-Exportlizenz in Russland im Jahre 1954 für seine Firma war diese die erste Firma weltweit, die ein internationales Handelsgeschäft über Erdöl abschloss und nicht Teil eines der großen Ölkonzerne war.
Weisser war verheiratet. Seine Söhne sind Hans Weisser und Hellmuth Weisser.